# Championnat d'Asie masculin de handball 2010
Navigation
Iran 2008 Arabie Saoudite 2012
Le championnat d'Asie masculin de handball 2010 est la quatorzième édition du compétition. Il est organisé à Beyrouth au Liban du 6 au 19 février 2010.
Il sert également de tournoi qualificatif au Championnat du monde 2011 qui se déroule en Suède.
Les trois premiers de ce championnat d'Asie se qualifient pour ce championnat du monde.
L'équipe de Corée du Sud conserve son titre acquis en 2008.

## Equipes
| Groupe A                           | Groupe B               | Groupe C                               | Groupe D            |
| ---------------------------------- | ---------------------- | -------------------------------------- | ------------------- |
| Arabie saoudite Chine Syrie Irak * | Koweït * Japon Bahreïn | Corée du Sud Qatar Émirats arabes unis | Liban Iran Jordanie |

* Le Koweit est suspendu de toute compétition internationale à la suite d'une décision du CIO. L'IHF suit cette décision. À la suite de cette décision l'équipe d'Irak bascule dans le Groupe B pour faire des groupes équilibrés.

## Tour préliminaire
Les deux premières équipes de chaque poule se qualifient pour le tour principal. Les équipes finissant dernières disputent elles, les matchs de classement pour les places 9 à 12.

### Critères de départage
Si à l'issue des rencontres des différents groupes, deux ou plusieurs équipes se retrouvent avec un nombre égal de points, le classement s'effectue selon les critères suivants :
1. Différence particulière
2. Différence de buts entre les buts marqués et les buts encaissés des équipes directement impliquées
3. Plus grand nombre de buts marqués dans les matches entre les équipes concernées
4. Différence de buts générale

### Groupe A
| Équipe          | J | V | N | P | BP | BC | Diff. | Pts |
| --------------- | - | - | - | - | -- | -- | ----- | --- |
| Syrie           | 2 | 1 | 0 | 1 | 50 | 44 | +6    | 2   |
| Arabie saoudite | 2 | 1 | 0 | 1 | 43 | 44 | –1    | 2   |
| Chine           | 2 | 1 | 0 | 1 | 43 | 48 | –5    | 2   |

| 6 février 2010 14h00 | Arabie saoudite | 23 – 22 | Syrie      | Hatem Achour Hall, Beyrouth |
| 6 février 2010 14h00 | Al-Salem 8      | (14–9)  | Al-Karad 6 | Hatem Achour Hall, Beyrouth |

| 8 février 2010 16h00 | Syrie    | 28 – 21 | Chine | Hatem Achour Hall, Beyrouth |
| 8 février 2010 16h00 | Hadad 10 | (14–9)  |       | Hatem Achour Hall, Beyrouth |

| 10 février 2010 17h30 | Arabie saoudite | 20 – 22 | Chine     | Hatem Achour Hall, Beyrouth |
| 10 février 2010 17h30 | Al-Habib 5      | (11–10) | Shen Z. 7 | Hatem Achour Hall, Beyrouth |

### Groupe B
| Équipe  | J | V | N | P | BP | BC | Diff. | Pts |
| ------- | - | - | - | - | -- | -- | ----- | --- |
| Japon   | 2 | 2 | 0 | 0 | 66 | 48 | +18   | 4   |
| Bahreïn | 2 | 1 | 0 | 1 | 57 | 50 | +7    | 2   |
| Irak    | 2 | 0 | 0 | 2 | 40 | 65 | –25   | 0   |

| 7 février 2010 16h00 | Japon      | 35 – 21 | Irak      | Hatem Achour Hall, Beyrouth |
| 7 février 2010 16h00 | Miyazaki 9 | (19–13) | Khanjar 6 | Hatem Achour Hall, Beyrouth |

| 9 février 2010 16h00 | Irak      | 19 – 30 | Bahreïn            | Hatem Achour Hall, Beyrouth |
| 9 février 2010 16h00 | Mondher 6 | (7–17)  | Jawhar, H. Madan 5 | Hatem Achour Hall, Beyrouth |

| 11 février 2010 16h00 | Japon      | 31 – 27 | Bahreïn  | Hatem Achour Hall, Beyrouth |
| 11 février 2010 16h00 | Miyazaki 7 | (16–12) | M. Ali 7 | Hatem Achour Hall, Beyrouth |

### Groupe C
| Équipe              | J | V | N | P | BP | BC | Diff. | Pts |
| ------------------- | - | - | - | - | -- | -- | ----- | --- |
| Corée du Sud        | 2 | 2 | 0 | 0 | 59 | 46 | +13   | 4   |
| Qatar               | 2 | 0 | 1 | 1 | 48 | 54 | –6    | 1   |
| Émirats arabes unis | 2 | 0 | 1 | 1 | 48 | 55 | –7    | 1   |

| 7 février 2010 17h30 | Corée du Sud | 30 – 23 | Émirats arabes unis | Hatem Achour Hall, Beyrouth |
| 7 février 2010 17h30 | Park J.G. 7  | (13–10) | W. Al-Balooshi 7    | Hatem Achour Hall, Beyrouth |

| 9 février 2010 17h30 | Émirats arabes unis | 25 – 25 | Qatar       | Hatem Achour Hall, Beyrouth |
| 9 février 2010 17h30 | Al-Bannai 6         | (12–12) | Al-Raeiss 5 | Hatem Achour Hall, Beyrouth |

| 11 février 2010 17h30 | Corée du Sud                      | 29 – 23 | Qatar               | Hatem Achour Hall, Beyrouth |
| 11 février 2010 17h30 | Jeong Y.K., Jung S.Y., Lee J.W. 4 | (16–8)  | Al-Raeiss, Ghazal 5 | Hatem Achour Hall, Beyrouth |

### Groupe D
| Équipe   | J | V | N | P | BP | BC | Diff. | Pts |
| -------- | - | - | - | - | -- | -- | ----- | --- |
| Iran     | 2 | 2 | 0 | 0 | 63 | 39 | +24   | 4   |
| Liban    | 2 | 1 | 0 | 1 | 50 | 46 | +4    | 2   |
| Jordanie | 2 | 0 | 0 | 2 | 44 | 72 | –28   | 0   |

| 6 février 2010 17h00 | Jordanie | 21 – 34 | Liban   | Hatem Achour Hall, Beyrouth |
| 6 février 2010 17h00 |          | (7–15)  | Badra 8 | Hatem Achour Hall, Beyrouth |

| 8 février 2010 17h30 | Iran       | 38 – 23 | Jordanie | Hatem Achour Hall, Beyrouth |
| 8 février 2010 17h30 | Masaeli 10 | (19–12) |          | Hatem Achour Hall, Beyrouth |

| 10 février 2010 16h00 | Iran      | 25 – 16 | Liban   | Hatem Achour Hall, Beyrouth |
| 10 février 2010 16h00 | Masaeli 9 | (11–5)  | Dokić 5 | Hatem Achour Hall, Beyrouth |

## Tour principal
Les équipes qui finissent aux deux premières places se qualifient pour les demi-finales, tandis que les autres disputent des matchs de classement.

### Groupe E
| Équipe          | J | V | N | P | BP | BC | Diff. | Pts |
| --------------- | - | - | - | - | -- | -- | ----- | --- |
| Arabie saoudite | 3 | 2 | 1 | 0 | 80 | 71 | +9    | 5   |
| Japon           | 3 | 2 | 0 | 1 | 91 | 71 | +20   | 4   |
| Qatar           | 3 | 1 | 1 | 1 | 68 | 76 | –8    | 3   |
| Iran            | 3 | 0 | 0 | 3 | 63 | 84 | –21   | 0   |

| 13 février 2010 18h00 | Iran      | 19 – 26 | Arabie saoudite | Hatem Achour Hall, Beyrouth |
| 13 février 2010 18h00 | Masaeli 5 | (8–11)  | Al-Habib 8      | Hatem Achour Hall, Beyrouth |

| 13 février 2010 20h00 | Japon                | 29 – 20 | Qatar       | Hatem Achour Hall, Beyrouth |
| 13 février 2010 20h00 | Miyazaki, Suematsu 7 | (15–10) | Al-Habeeb 4 | Hatem Achour Hall, Beyrouth |

| 14 février 2010 18h00 | Iran      | 21 – 22 | Qatar      | Hatem Achour Hall, Beyrouth |
| 14 février 2010 18h00 | Masaeli 7 | (11–11) | Abdullah 7 | Hatem Achour Hall, Beyrouth |

| 14 février 2010 20h00 | Japon    | 26 – 28 | Arabie saoudite | Hatem Achour Hall, Beyrouth |
| 14 février 2010 20h00 | Toyoda 8 | (12–15) | Al-Harbi 10     | Hatem Achour Hall, Beyrouth |

| 15 février 2010 18h00 | Qatar | 26 – 26 | Arabie saoudite | Hatem Achour Hall, Beyrouth |
| 15 février 2010 18h00 | ?     | (12–13) | Al-Harbi 8      | Hatem Achour Hall, Beyrouth |

| 15 février 2010 20h00 | Japon      | 36 – 23 | Iran      | Hatem Achour Hall, Beyrouth |
| 15 février 2010 20h00 | Miyazaki 5 | (21–11) | Zohrabi 5 | Hatem Achour Hall, Beyrouth |

### Groupe F
| Équipe       | J | V | N | P | BP  | BC  | Diff. | Pts |
| ------------ | - | - | - | - | --- | --- | ----- | --- |
| Corée du Sud | 3 | 3 | 0 | 0 | 112 | 74  | +38   | 6   |
| Bahreïn      | 3 | 2 | 0 | 1 | 97  | 89  | +8    | 4   |
| Syrie        | 3 | 1 | 0 | 2 | 89  | 99  | –10   | 2   |
| Liban        | 3 | 0 | 0 | 3 | 70  | 106 | –36   | 0   |

| 13 février 2010 14h00 | Syrie    | 32 – 35 | Bahreïn       | Hatem Achour Hall, Beyrouth |
| 13 février 2010 14h00 | Hadad 10 | (13–16) | Abdulqader 13 | Hatem Achour Hall, Beyrouth |

| 13 février 2010 16h00 | Corée du Sud                   | 38 – 23 | Liban      | Hatem Achour Hall, Beyrouth |
| 13 février 2010 16h00 | Yu D.G., Paek W.C., Lee J.W. 6 | (17–11) | Al-Nahas 7 | Hatem Achour Hall, Beyrouth |

| 14 février 2010 14h00 | Corée du Sud | 39 – 26 | Bahreïn      | Hatem Achour Hall, Beyrouth |
| 14 février 2010 14h00 | Jung S.Y. 7  | (19–11) | Abdulqader 5 | Hatem Achour Hall, Beyrouth |

| 14 février 2010 16h00 | Syrie       | 32 – 29 | Liban   | Hatem Achour Hall, Beyrouth |
| 14 février 2010 16h00 | Al-Karad 11 | (17–14) | Dokić 7 | Hatem Achour Hall, Beyrouth |

| 15 février 2010 14h00 | Syrie      | 25 – 35 | Corée du Sud | Hatem Achour Hall, Beyrouth |
| 15 février 2010 14h00 | Al-Karad 7 | (14–15) | Park J.G. 6  | Hatem Achour Hall, Beyrouth |

| 15 février 2010 16h00 | Liban   | 18 – 36 | Bahreïn      | Hatem Achour Hall, Beyrouth |
| 15 février 2010 16h00 | Badra 4 | (8–13)  | Abdulqader 9 | Hatem Achour Hall, Beyrouth |

## Phase finale
Les vainqueurs des demi-finales disputent le match pour le titre, tandis que les perdants s'affrontent pour la 3e place, synonyme de dernière place qualificative pour le championnat du monde 2011 en Suède.

### Places de1erà 4e
|  | Demi-finales                              | Demi-finales          |                        |    | Finale                | Finale                |
|  | Demi-finales                              | Demi-finales          |                        |    | Finale                | Finale                |
|  |                                           |                       |                        |    |                       |                       |
|  | 17 février à Beyrouth                     | 17 février à Beyrouth |                        |    | 19 février à Beyrouth | 19 février à Beyrouth |
|  | 17 février à Beyrouth                     | 17 février à Beyrouth |                        |    | 19 février à Beyrouth | 19 février à Beyrouth |
|  | Arabie saoudite                           | 25                    |                        |    | 19 février à Beyrouth | 19 février à Beyrouth |
|  | Arabie saoudite                           | 25                    |                        |    | 19 février à Beyrouth | 19 février à Beyrouth |
|  | Bahreïn                                   | 26                    |                        |    | 19 février à Beyrouth | 19 février à Beyrouth |
|  | Bahreïn                                   | 26                    | Bahreïn                | 25 |                       |                       |
|  | 17 février à Beyrouth                     |                       | Bahreïn                | 25 |                       |                       |
|  |                                           | Corée du Sud          | 32                     |    |                       |                       |
|  | Corée du Sud                              | Corée du Sud          | 32                     | 30 |                       |                       |
|  | Corée du Sud                              |                       |                        | 30 |                       |                       |
|  | Japon                                     | 23                    |                        |    |                       |                       |
|  | Japon                                     | 23                    | Match pour la 3e place |    |                       |                       |
|  |                                           |                       |                        |    |                       |                       |
|  | 19 février à Beyrouth, après prolongation |                       |                        |    |                       |                       |
|  |                                           |                       |                        |    |                       |                       |
|  | Arabie saoudite                           | 30 (27)               |                        |    |                       |                       |
|  | Arabie saoudite                           | 30 (27)               |                        |    |                       |                       |
|  | Japon                                     | 33 (27)               |                        |    |                       |                       |
|  | Japon                                     | 33 (27)               |                        |    |                       |                       |

#### Demi-finales
| 17 février 2010 18h00 | Arabie saoudite      | 25 – 26 | Bahreïn  | Hatem Achour Hall, Beyrouth |
| 17 février 2010 18h00 | Al-Harbi, Al-Habib 6 | (12–14) | Jawhar 7 | Hatem Achour Hall, Beyrouth |

| 17 février 2010 20h00 | Corée du Sud | 30 – 23 | Japon    | Hatem Achour Hall, Beyrouth |
| 17 février 2010 20h00 | Yoon K.S. 7  | (14–12) | Toyoda 6 | Hatem Achour Hall, Beyrouth |

#### Match pour la3eplace
| 19 février 2010 16h00 | Arabie saoudite | 30 – 33 (ap)   | Japon       | Hatem Achour Hall, Beyrouth |
| 19 février 2010 16h00 | Al-Harbi 11     | (12–14, 27-27) | Miyazaki 12 | Hatem Achour Hall, Beyrouth |
| 19 février 2010 16h00 | Prol. : 3-6     |                |             | Hatem Achour Hall, Beyrouth |

#### Finale
| 19 février 2010 18h00 | Bahreïn  | 25 – 32 | Corée du Sud | Hatem Achour Hall, Beyrouth |
| 19 février 2010 18h00 | Salman 6 | (13–16) | Lee T.Y. 12  | Hatem Achour Hall, Beyrouth |

### Places de5eà8e
Les équipes finissant 3e de poule lors du tour principal s'affrontent dans le match pour la 5e place tandis que celles qui ont fini 4e s'affrontent dans le match pour la 7e place.

#### Match pour la5eplace
| 17 février 2010 16h00 | Qatar   | 31 – 30 | Syrie | Hatem Achour Hall, Beyrouth |
| 17 février 2010 16h00 | (15–16) |         |       | Hatem Achour Hall, Beyrouth |

#### Match pour la7eplace
| 17 février 2010 14h00 | Iran         | 35 – 23 | Liban            | Hatem Achour Hall, Beyrouth |
| 17 février 2010 14h00 | S. Esteki 17 | (14–13) | Badra, Chahine 4 | Hatem Achour Hall, Beyrouth |

### Places de9eà12e
Les équipes arrivant dernières lors du tour préliminaire s'affrontent pour conquérir la 9e place.
Les vainqueurs des demi-finales s'affrontent pour le gain de la 9e place, les perdants s'affrontent pour finir 11e.
|  | Matches pour les places 9 à 12 | Matches pour les places 9 à 12 |                         |    | Match pour la 9e place | Match pour la 9e place |
|  | Matches pour les places 9 à 12 | Matches pour les places 9 à 12 |                         |    | Match pour la 9e place | Match pour la 9e place |
|  |                                |                                |                         |    |                        |                        |
|  | 14 février à Beyrouth          | 14 février à Beyrouth          |                         |    | 15 février à Beyrouth  | 15 février à Beyrouth  |
|  | 14 février à Beyrouth          | 14 février à Beyrouth          |                         |    | 15 février à Beyrouth  | 15 février à Beyrouth  |
|  | Chine                          | 28                             |                         |    | 15 février à Beyrouth  | 15 février à Beyrouth  |
|  | Chine                          | 28                             |                         |    | 15 février à Beyrouth  | 15 février à Beyrouth  |
|  | Émirats arabes unis            | 25                             |                         |    | 15 février à Beyrouth  | 15 février à Beyrouth  |
|  | Émirats arabes unis            | 25                             | Chine                   | 30 |                        |                        |
|  | 14 février à Beyrouth          |                                | Chine                   | 30 |                        |                        |
|  |                                | Irak                           | 25                      |    |                        |                        |
|  | Irak                           | Irak                           | 25                      | 30 |                        |                        |
|  | Irak                           |                                |                         | 30 |                        |                        |
|  | Jordanie                       | 26                             |                         |    |                        |                        |
|  | Jordanie                       | 26                             | Match pour la 11e place |    |                        |                        |
|  |                                |                                |                         |    |                        |                        |
|  | 15 février à Beyrouth          |                                |                         |    |                        |                        |
|  |                                |                                |                         |    |                        |                        |
|  | Émirats arabes unis            | 43                             |                         |    |                        |                        |
|  | Émirats arabes unis            | 43                             |                         |    |                        |                        |
|  | Jordanie                       | 36                             |                         |    |                        |                        |
|  | Jordanie                       | 36                             |                         |    |                        |                        |

| 14 février 2010 12h00 | Chine      | 28 – 25 | Émirats arabes unis | Hatem Achour Hall, Beyrouth |
| 14 février 2010 12h00 | Shen Z. 10 | (15–14) | Zioudi 5            | Hatem Achour Hall, Beyrouth |

| 15 février 2010 12h00 | Irak   | 30 – 26 | Jordanie | Hatem Achour Hall, Beyrouth |
| 15 février 2010 12h00 | (12–8) |         |          | Hatem Achour Hall, Beyrouth |

#### Match pour la9eplace
| 16 février 2010 18h00 | Chine   | 30 – 25 | Irak | Hatem Achour Hall, Beyrouth |
| 16 février 2010 18h00 | (12–11) |         |      | Hatem Achour Hall, Beyrouth |

#### Match pour la11eplace
| 16 février 2010 16h00 | Émirats arabes unis | 43 – 36 | Jordanie      | Hatem Achour Hall, Beyrouth |
| 16 février 2010 16h00 | Ghaleb 8            | (20–16) | Al-Hendawi 10 | Hatem Achour Hall, Beyrouth |

## Classement final
| Rang                     | Équipe              |
| ------------------------ | ------------------- |
| Médaille d'or, Asie      | Corée du Sud        |
| Médaille d'argent, Asie  | Bahreïn             |
| Médaille de bronze, Asie | Japon               |
| 4                        | Arabie saoudite     |
| 5                        | Qatar               |
| 6                        | Syrie               |
| 7                        | Iran                |
| 8                        | Liban               |
| 9                        | Chine               |
| 10                       | Irak                |
| 11                       | Émirats arabes unis |
| 12                       | Jordanie            |

Les trois premières équipes sont qualifiées pour le Championnat du monde masculin de handball 2011.